# Rüdiger von Rosen

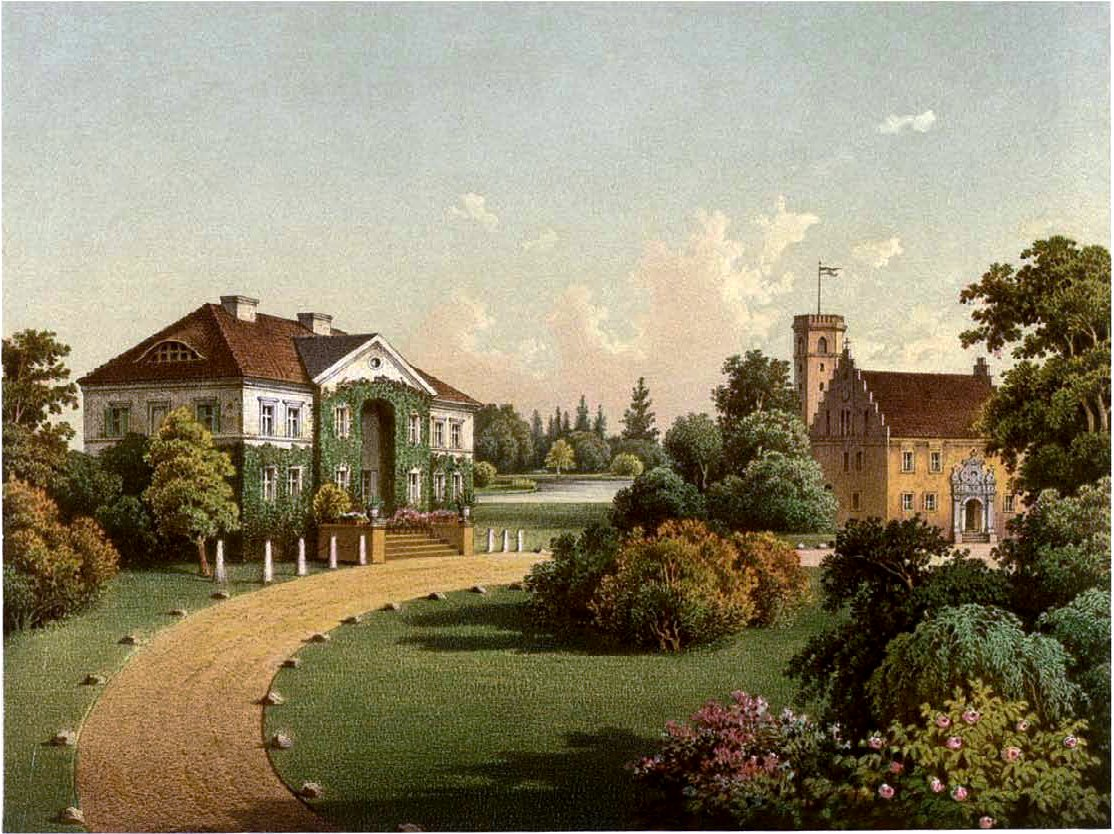
Rittergut Grocholin um 1860, Sammlung Alexander Duncker

Rüdiger Helmold Freiherr von Rosen (* 21. Juni 1943 auf dem Rittergut Grocholin bei Schubin) ist ein deutscher Betriebswirt und war bis Juni 2012 geschäftsführendes Vorstandsmitglied des Deutschen Aktieninstituts.

## Leben und Ausbildung
Seine Eltern waren der Baron Hans von Rosen und deren erste Ehefrau Eva Krüger. Der kgl. preuß. Generalleutnant Julius von Rosen ist sein Urgroßvater. Die Vorfahren hatten 1852 in Preußen die Anerkennung des Freiherren-Titels erhalten.
Nach der Flucht aus der Provinz Posen in den Westen lebte von Rosen in der Wetterau und machte 1962 das Abitur. Anschließend absolvierte er von 1962 bis 1964 eine Ausbildung zum Bankkaufmann bei der Dresdner Bank in Frankfurt am Main. Den Wehrdienst von 1964 bis 1966 bei der Bundeswehr schloss er als Leutnant der Reserve ab. Von 1966 bis 1970 studierte von Rosen an der Johann Wolfgang Goethe-Universität Betriebswirtschaftslehre mit dem Schwerpunkt Bankbetriebslehre.
Zwischen 1970 und 1973 arbeitete er beim Institut für Kapitalmarktforschung als Assistent von Professor Häuser und wurde mit der Dissertation „Der Zentrale Kapitalmarktausschuß - ein Modell freiwilliger Selbstkontrolle der Kreditinstitute“ promoviert.
Nach einer kurzen Tätigkeit 1973 bis 1974 als Assistent der Geschäftsführung bei der „Deutsche Gesellschaft für Wertpapiersparen mbH“ wechselte er zur Deutschen Bundesbank. Dort war er von 1974 bis 1986 in verschiedenen Funktionen tätig. Zunächst arbeitete er als Assistent Otmar Emmingers, später für Karl Otto Pöhl. Ab 1980 war er Leiter des Büros von Bundesbankpräsident Pöhl, ab 1984 Leiter der Hauptabteilung Presse und Information im Amt eines Bundesbankdirektors.
Zwischen 1986 und 1992 war er als Geschäftsführer für die Arbeitsgemeinschaft der Deutschen Wertpapierbörsen tätig, bevor er von 1990 bis 1994 als Vorstandssprecher bei der Deutsche Börse AG (vormals Frankfurter Wertpapierbörse AG) tätig war.
Von Anfang 1995 bis Ende Juni 2012 war er geschäftsführendes Vorstandsmitglied des Deutschen Aktieninstituts e. V.

## Sonstige Tätigkeiten und Mandate
Von Rosen war von 1992 bis 2008 Lehrbeauftragter und ist Honorarprofessor der Johann Wolfgang Goethe-Universität. Weiterhin ist er Honorarkonsul der Republik Lettland und Ehrendoktor der Drahomanow-Universität Kiew.
Von Rosen ist Vorsitzender des Aufsichtsrats der ICF Bank AG sowie Vorsitzender des Aufsichtsrats der Paladin Asset Management Investment AG. Weiterhin ist er Co-Vorsitzender des Vorstands des Sino German Center of Finance
and Economics. Er ist Schatzmeister der Gesellschaft der Freunde der Alten Oper Frankfurt und Mitglied des Vorstands der MainLichtblick e. V.
Von 2013 bis 2021 war er Präsident der Frankfurter Gesellschaft für Handel, Industrie und Wissenschaft (Casino Gesellschaft von 1802). Aufgrund seiner zahlreichen Verdienste im Rahmen seiner Präsidentschaft wurde von Rosen im Mai 2023 zum Ehrenmitglied ernannt. Ebenso war er Mitglied des Vorstands der Gesellschaft für Kapitalmarktforschung der Goethe-Universität (1988 bis 2017), Vorstandsvorsitzender der Stiftung Dialog der Generationen, Düsseldorf (2003 bis 2015), Mitglied des Aufsichtsrats der PricewaterhouseCoopers AG (2002 bis 2014), Mitglied des Aufsichtsrats der AIXTRON SE (2002 bis 2018) und Mitglied des Kuratoriums des Museums für Moderne Kunst, Frankfurt (1997 bis 2008).
Als Mitglied des Advisory Committee berät er das Konrad Adenauer Program for European Policy Studies des Chicago Council on Foreign Affairs, Chicago, und die Brandeis University – International Business School, Boston.
Darüber hinaus ist von Rosen umfangreich ehrenamtlich engagiert. Rüdiger von Rosen ist Gründungspräsident des Lions Clubs Frankfurt Am Leonhardsbrunn und Mitglied des Vorstands der Heussenstamm-Stiftung. Zudem unterstützt er die Freunde von Meir Panim, eine Organisation, die Kindern in Israel hilft.

## Familie
Rüdiger von Rosen heiratete 1968 in Rosbach vor der Höhe Edda Gräfin von Bredow-Kleßen, Tochter des ehemaligen Gutsbesitzers auf Kleßen im Havelland Joachim Graf von Bredow-Kleßen und der Elisabeth Breithor. Edda und Rüdiger haben fünf Kinder.

## Auszeichnungen
Rüdiger von Rosen wurde 2007 das Bundesverdienstkreuz 1. Klasse, 2010 die Ehrenplakette der Stadt Frankfurt am Main, 2014 der Hessische Verdienstorden sowie 2017 das lettische Verdienstkreuz verliehen. Er ist Ehrenbürger der griechischen Stadt Didymoticho.

## Genealogie
- Walter von Hueck, Erik Amburger, Friedrich Wilhelm Euler, Silve-Marie von Hueck. Et. al.: Genealogisches Handbuch der Freiherrliche Häuser. 1989. Band XV, Band 96 der Gesamtreihe GHdA, C. A. Starke, Hrsg. Deutsches Adelsarchiv, Limburg an der Lahn 1989, ISSN 0435-2408, S. 433–435.